# 경상북도지방공무원교육원
경상북도지방공무원교육원(慶尙北道地方公務員敎育院, Gyeongbuk Officals Training Institute)은 경상북도청 소속의 지방공무원의 교육훈련과 직무교육을 위해 경상북도청 산하에 설치된 직속기관이다.
교육원장은 지방부이사관으로 보한다.

## 연혁
- 1962년 1월 10일: 경상북도지방공무원교육원 설치
- 1998년 10월 19일: 경상북도도민교육원 흡수
- 2006년 9월 14일: 도민연수과를 경상북도자연환경연수원으로 이관

## 조직
원장
- 교육지원과장
- 교육운영과장